# Szombathelyi egyházmegye
A Szombathelyi egyházmegye (latinul: Dioecesis Sabariensis) római katolikus egyházmegye Magyarországon. 1777. június 17-én hozta létre Mária Terézia királynő. Védőszentje Tours-i Szent Márton. Jelenlegi püspöke Székely János. Katedrálisa a szombathelyi Sarlós Boldogasszony-székesegyház.

## Terület
Az egyházmegye területe 4660 km². Magában foglalja Vas vármegye majdnem egészét, Zala vármegye nyugati részét Zalaegerszeggel együtt, továbbá néhány Veszprém és Győr-Moson-Sopron vármegyei községet. Székhelye Szombathely.

## Történelem
Mária Terézia királynő 1777-ben úgy döntött, hogy Szombathely központtal külön egyházmegyét hoz létre. Területét a Győri, a Veszprémi és a Zágrábi egyházmegyékből szakította ki. Első püspökévé VI. Piusz pápa engedélyével a rendkívül művelt Szily Jánost választotta, aki fellendítette a várost. Lebontatta a romos várat, helyén épült fel Hefele Menyhért tervei alapján a püspöki palota, majd a székesegyház és a szeminárium.
A kiegyezés után a városiasodás és az elvallástalanodás új kihívások elé állította az egyházmegyét. A városba költözött, társadalmi kapcsolataikat elvesztett emberek körében megjelenő szociális problémákra válaszul az egyház hitbuzgalmi, karitatív és nővédelmi egyesületeket hozott létre, melyek szociális hálót és közösséget nyújtottak. A katolikus egyház elvesztette korábbi privilegizált helyzetét más felekezetekkel szemben, ami különösen az oktatás területén vált láthatóvá; erre válaszul igyekezett vonzóvá tenni iskoláit, azok fenntartására sokat áldozott. Az egyházmegyében új szerzetesrendek telepedtek meg, a szombathelyi szeminárium pedig számos elkötelezett papot nevelt.

### 20. század
1922-ben az új államhatárokhoz igazodva mintegy 100 000 híve az újonnan létrehozott Kismartoni egyházmegyéhez, 67 000 hívő pedig a Maribori egyházmegyéhez került (ez utóbbi terület ma már a Muraszombati egyházmegye része).
1945-ben a székesegyház is súlyos károkat szenvedett, statikai helyreállítását Kovács Sándor püspök végeztette el, ám csak 1990-ben kezdődött el a templombelső díszeinek helyreállítása. 1952-ben megszüntették a szeminárium működését.

### A rendszerváltás után
1990-től kezdve az egyházmegye visszakapta korábbi intézményeit, a püspöki általános iskolát, illetve az akkori Berzsenyi Dániel Tanárképző Főiskolán megindult a hittanár-képzés. Létrejött a Martineum Felnőttképző Akadémia, 2008 őszén pedig megjelent az egyházmegye hivatalos lapjának, a Martinus-nak az első száma.
1991-ben első alkalommal látogatta meg pápa, II. János Pál, aki a repülőtéren szentmisét mutatott be.

## Szervezet

### Az egyházmegyében szolgálatot teljesítő püspökök
Az egyházmegye jelenlegi püspöke 2017 óta Székely János, korábbi esztergom-budapesti segédpüspök.
| Fénykép | Név, beosztás                                    | Születési helye, ideje               | Kinevezés dátuma  |
| ------- | ------------------------------------------------ | ------------------------------------ | ----------------- |
|         | Székely János szombathelyi püspök                | Budapest, 1964. június 7. (60 éves)  | 2017. június 18.  |
|         | Fekete Szabolcs Benedek szombathelyi segédpüspök | Kőszeg, 1977. december 17. (47 éves) | 2022. március 11. |

### Területi beosztás
Az egyházmegye plébániáit tíz esperesi kerületbe osztották be:
- Jáki Esperesi Kerület (7 plébánia tartozik hozzá)
- Kemenesaljai Esperesi Kerület (7 plébánia tartozik hozzá)
- Kőszegi Esperesi Kerület (6 plébánia tartozik hozzá)
- Lenti Esperesi Kerület (8 plébánia tartozik hozzá)
- Letenyei Esperesi Kerület (7 plébánia tartozik hozzá)
- Őrségi Esperesi Kerület (7 plébánia tartozik hozzá)
- Sárvári Esperesi Kerület (10 plébánia tartozik hozzá)
- Szombathelyi Esperesi Kerület (11 plébánia tartozik hozzá)
- Vasvári Esperesi Kerület (5 plébánia tartozik hozzá)
- Zalaegerszegi Esperesi Kerület (8 plébánia tartozik hozzá)[6]

### Egyházközségek
A püspökség területét 76 plébániára osztották fel. 146 papja és 64 szerzetese van. (2008)

## Tevékenységek

### Hitélet
Az egyházmegye területén élő 376 500 lakosból 295 000-et kereszteltek katolikus szertartás szerint (78,4%).

## Szomszédos egyházmegyék
- Maribori főegyházmegye (délnyugat)
- Kismartoni egyházmegye (észak)
- Győri egyházmegye (északkelet)
- Veszprémi főegyházmegye (kelet)
- Kaposvári egyházmegye (délkelet)
- Varasdi egyházmegye (dél)
- Muraszombati egyházmegye (délnyugat)